# Haplothrix andamanicus
Haplothrix andamanicus är en skalbaggsart som beskrevs av Stefan von Breuning 1979. Haplothrix andamanicus ingår i släktet Haplothrix och familjen långhorningar. Inga underarter finns listade i Catalogue of Life.